# Noegus lodovicoi
Noegus lodovicoi là một loài nhện trong họ Salticidae.
Loài này thuộc chi Noegus. Noegus lodovicoi được Hipólito Ruiz López & Antonio D. Brescovit miêu tả năm 2008.